# Biliões
Biliões (em grego: Βυλλίονες; romaniz.: Byllíones) eram uma tribo ilíria semi-helenizada que habitou a porção sul da Ilíria, na região da atual Albânia. Foram atestados pela primeira vez em meados do século IV a.C. a.C. na descrição do geógrafo Pseudo-Cílax. Desde 385 a.C., a região dos biliões foi governada pelo rei dardânio Bárdilis I (r. 393–358 a.C.). Em 314 a.C., durante o reinado do rei Cassandro (r. 317–305), foi conquistada pela Macedônia e após a morte dele foi tomada pelo rei taulâncio Gláucias (r. 335–302 a.C.). Continuou em controle dos ilírios até durante o reinado de Monúnio (r. 290–270 a.C.), que estabeleceu sua residência em Gurazeza, nas proximidades da cidade de Búlis. Depois disso, foi brevemente controlada por Pirro (r. 306–302; 297–272) e talvez por seu filho Alexandre II do Epiro (r. 272–242 a.C.). Após 270 a.C., a cidade e região podem ter sido governadas pelo rei ilírio Mitilo (r. 270–231 a.C.).
A partir de 270 a.C., os biliões formaram uma liga bilíngue, composta pela coalizão das poleis Búlis e Niceia. Ela é atestada em epigrafias de Dodona datáveis do último terço do século III a.C.,[a] bem como numa inscrição de Esparta do século II a.C.. Existiu até 167 a.C., quando os romanos a dissolveram e incorporaram sua região à província de Ilírico. Era um sistema político e organizacional com uma cunhagem própria, uma eclésia, na qual cidadãos livres participavam, e um senado composto por representantes das tribos e diferentes líderes: o prítane (chefe do poder executivo), o estratego (comandante do exército), o hiparco (comandante da cavalaria), o peripolarco (comandante da guarda fronteiriça), o gramateu (secretário do concílio), o ginasiarco (encarregado da educação) e o tâmias (coletor chefe dos impostos). A principal estampa das moedas mostrava Zeus no anverso e um corno cheio de frutas e entrelaçado a uma cobra no reverso. Além desta, há moedas que portam a cabeça de Neoptólemo com uma maça, um símbolo de Héracles ou uma águia e trovão, ambos símbolos de Zeus, e outras com a cabeça duma ninfa no anverso e o fogo do Ninfeu no reverso.